# Sprint Corporation

Sprint Corporation logga

Sprint Nextel är ett amerikanskt telefonbolag med bland annat verksamhet inom mobiltjänster.